# Ежово (Марий Эл)
Ежо́во — село в Медведевском районе Марий Эл Российской Федерации, административный центр одноимённого сельского поселения.
Численность населения — 1592 человек (2021 год).

## География
Ежово расположено в 26 км на северо-восток от посёлка Медведево на автодороге Йошкар-Ола — Уржум.

## История
Село основано в 1660 году по соседству с Мироносицким монастырем. В 1924 году монастырь был закрыт, на его территории открылся Ежовский детский дом.

## Население
| 2003  | 2010  | 2011  | 2012  | 2013  | 2014  | 2017  |
| ----- | ----- | ----- | ----- | ----- | ----- | ----- |
| 1323  | ↗1538 | ↘1524 | ↗1571 | ↗1580 | ↘1572 | ↗1613 |
| 2018  | 2019  | 2020  | 2021  |       |       |       |
| ↗1737 | ↘1681 | ↗1696 | ↘1592 |       |       |       |

Национальный состав на 1 января 2014 г.:
| Национальность | Численность, чел. | Доля    |
| -------------- | ----------------- | ------- |
| всего          | 1572              | 100,0 % |
| Марийцы        | 770               | 49 %    |
| Русские        | 698               | 44,4 %  |
| Татары         | 35                | 2,2 %   |
| Чуваши         | 13                | 0,8 %   |
| другие         | 56                | 3,6 %   |

## Описание
В селе имеется центр культуры, сельская библиотека, врачебная амбулатория, отделение связи, продуктовые магазины и другие предприятия сферы услуг.
В селе расположен Ежовский Мироносицкий монастырь.
Жители проживают в индивидуальных и многоквартирных домах. В селе имеется централизованное теплоснабжение, водоснабжение и водоотведение. Село газифицировано.
Улицы
| - Акашево - Вишнёвая - Гаражный массив 1 - Гаражный массив 2 - Ежово - Зелёная - Комсомольская - Механизаторов - Молодёжная | - Олега Кошевого - Полевая - Родниковая - Сады 1 (территория) - Сады 2 (территория) - Слобода - Солнечная - Юричевка |  |

Образование
- Марийский аграрный колледж — филиал Марийского государственного университета
- Ежовская основная общеобразовательная школа
- Ежовская детская школа искусств
- Ежовский детский сад «Солнышко»

## Известные жители
Кельбедина Капитолина Михайловна (1893—1967) — русский советский государственный деятель, деятель образования и просвещения. Депутат Верховного Совета СССР I созыва (1937—1946). Директор средней мужской школы № 7 (1942—1943) (ныне — гимназия № 4 имени А. С. Пушкина г. Йошкар-Олы) и средней школы № 9 г. Йошкар-Олы (1943—1949). Кавалер ордена Ленина (1949). Член ВКП(б) с 1939 года.